# Crotaphatrema
Crotaphatrema is een geslacht van wormsalamanders (Gymnophiona) uit de familie Scolecomorphidae. De groep werd voor het eerst wetenschappelijk beschreven door Nussbaum in 1985.
Er zijn 3 soorten die voorkomen in Afrika en endemisch zijn in zuidwestelijk Kameroen.

## Soorten
Geslacht Crotaphatrema
- Soort Crotaphatrema bornmuelleri
- Soort Crotaphatrema lamottei
- Soort Crotaphatrema tchabalmbaboensis